# Eutanyacra ruficornis
Eutanyacra ruficornis là một loài tò vò trong họ Ichneumonidae.